# Monfalcone

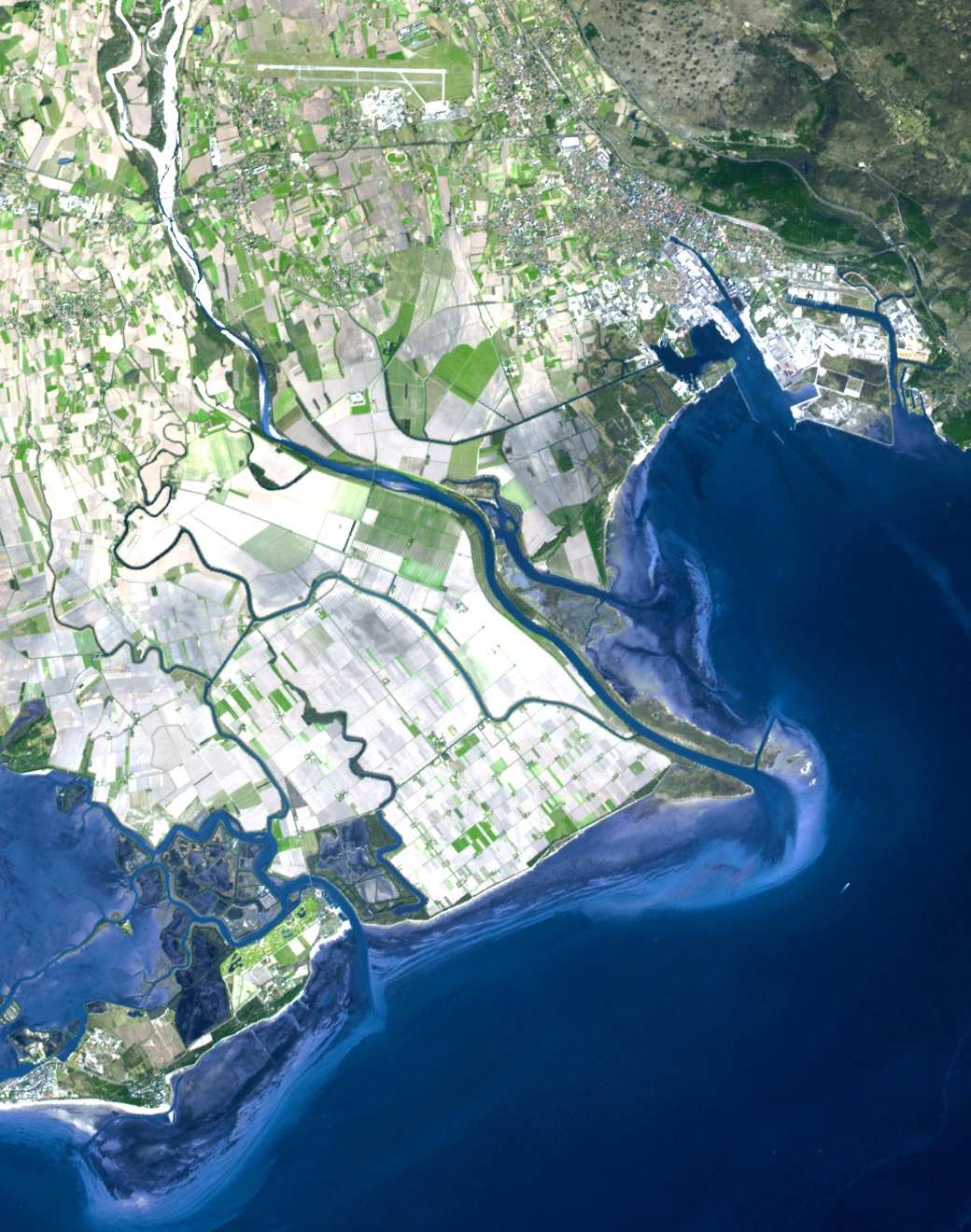
Satellietfoto van Monfalcone

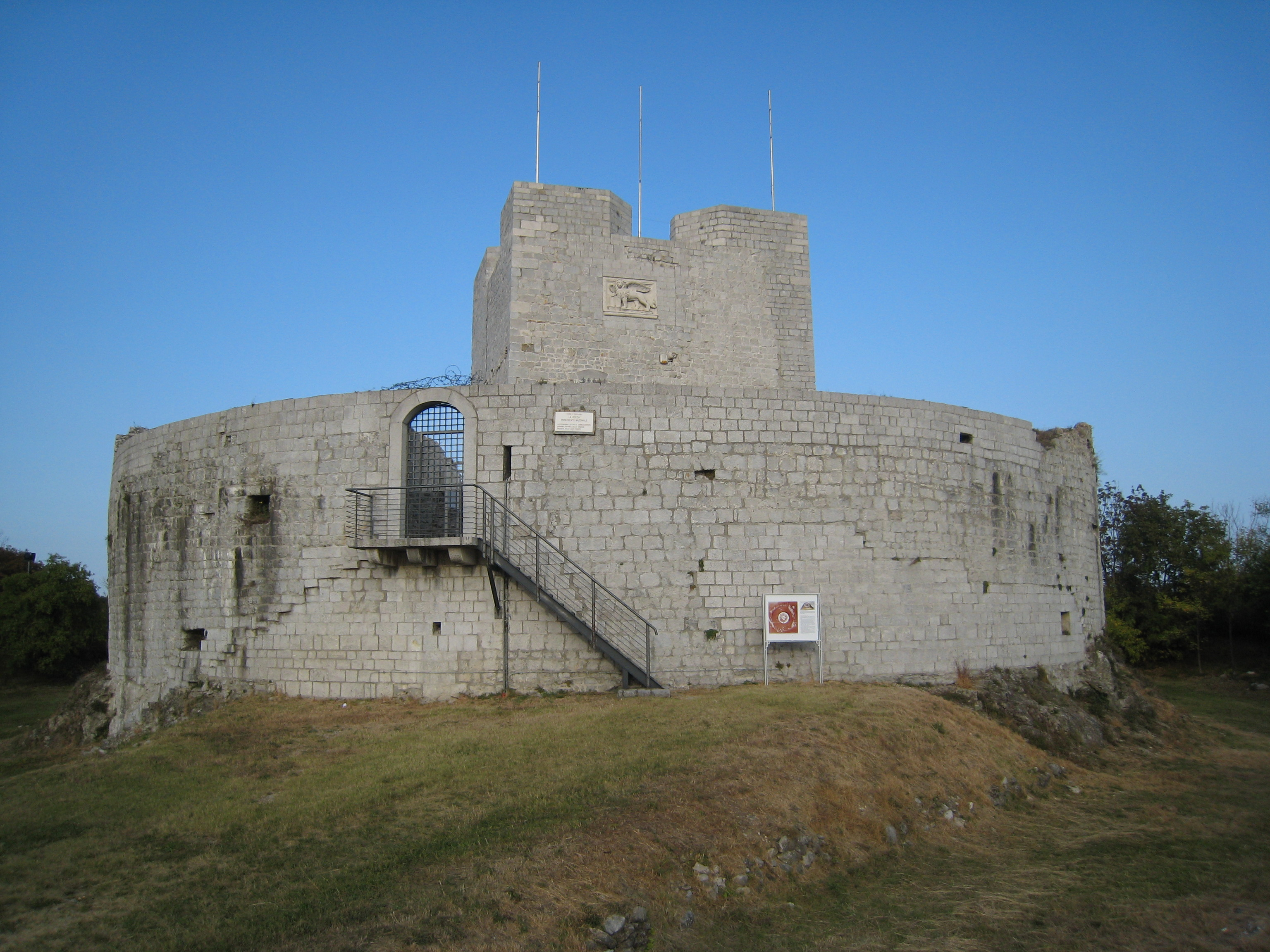
kasteel La Rocca

Monfalcone (Sloveens: Tržič) is een stad in de Noord-Italiaanse regio Friuli-Venezia Giulia in de provincie Gorizia. De stad ligt in het noordelijkste puntje van de Adriatische Zee, hier ook wel Golf van Panzano genoemd.

## Geschiedenis
Tot het jaar 1797 maakte Monfalcone deel uit van de Republiek Venetië. Hierna kwam de stad in handen van Oostenrijk. In 1915 werd de stad door het Italiaanse leger veroverd, maar moest de stad na de Slag bij Caporetto eind 1917 weer afstaan aan Oostenrijk. Na de oorlog werd de stad aan Italië toebedeeld. Gedurende beide wereldoorlogen kreeg de stad het zwaar te verduren; van het oorspronkelijke centrum bleef weinig overeind staan. Na de Tweede Wereldoorlog viel Monfalcone net buiten de neutrale Vrije Zone Triëst en op 14 september 1947 werd de stad definitief aan Italië toegevoegd.
Het belangrijkste monument van Monfalcone is het kasteel La Rocca uit 1567, grotendeels herbouwd na 1950.

## Demografie
Monfalcone telt ongeveer 12701 huishoudens. Het aantal inwoners daalde in de periode 1991-2001 met 3,0% volgens cijfers uit de tienjaarlijkse volkstellingen van ISTAT.
| Jaar | Inwoneraantal |
| ---- | ------------- |
| 1921 | 10.863        |
| 1951 | 24.589        |
| 1971 | 29.655        |
| 1991 | 27.223        |
| 2001 | 26.393        |
| 2011 | 27.041        |

## Geografie
De gemeente ligt op ongeveer 7 m boven zeeniveau.
Monfalcone grenst aan de volgende gemeenten: Doberdò del Lago (Sl.: Doberdob), Duino-Aurisina (Sl.: Devin-Nabrežina)(TS), Ronchi dei Legionari (Sl.: Ronke), Staranzano (Friulaans: Staranzan).
Nabij Monfalcone stroomt de Isonzo in zee.

## Economie
In Monfalcone is een van de scheepswerven gevestigd van Fincantieri dat ferry's en cruiseschepen bouwt.

## Geboren
- Gino Paoli (1934), zanger, tekstschrijver
- Paolo Rossi (1953), acteur